# Piazza Grande (Locarno)
Il nucleo storico di Locarno si estende dalle pendici della Cimetta all'antica riva del Verbano verso cui si apriva la fronte di edifici porticati posti sul lato nord-ovest dell'odierna piazza Grande.
Dalla piazza Grande si dipartono i vicoli che salgono verso la città vecchia caratterizzata da diversi antichi edifici.

## Descrizione
Il fronte di edifici porticati ai piedi della collina, un tempo situati in prossimità della riva del lago, è dominato dalla torre civica riferibile alle fortificazioni volute dal co-signore di Milano Luchino Visconti, della metà del secolo XIV: molti di questi palazzi e case furono trasformati o ricostruiti dal secolo XVI al XX.
Nel 1825 l'ampio slargo creatosi in seguito al ritiro del lago verso la fine del secolo XVIII fu sistemato con opere di miglioria, la posa dell'acciottolato e la realizzazione del giardino pubblico su disegno di Domenico Fontana, dove sorge l'attuale palazzo postale (realizzato dall'architetto Livio Vacchini negli anni 1988-1995). Sul lato sud si allineano edifici dei secoli XIX e XX, in particolar modo domina il palazzo che venne edificato basandosi sul progetto dell'architetto Giuseppe Pioda (1810-1856) tra il 1837 e il 1838, dove attualmente risiede la Società Elettrica Sopracenerina.
"Piazza Grande è una delle piazze più belle e conosciute della Svizzera" : questa è l'efficace descrizione che ne fa l'eclettico scrittore, storico e critico d'arte locale Piero Bianconi (1899-1984).

## Eventi in piazza
Ogni anno si svolgono diversi eventi in piazza. Durante le prime settimane di luglio la piazza muta in una sala concerto grazie all'evento Moon and Stars mentre dal 1946, nelle prime settimane di agosto si trasforma in una grandissima sala cinematografica grazie al Locarno Festival.

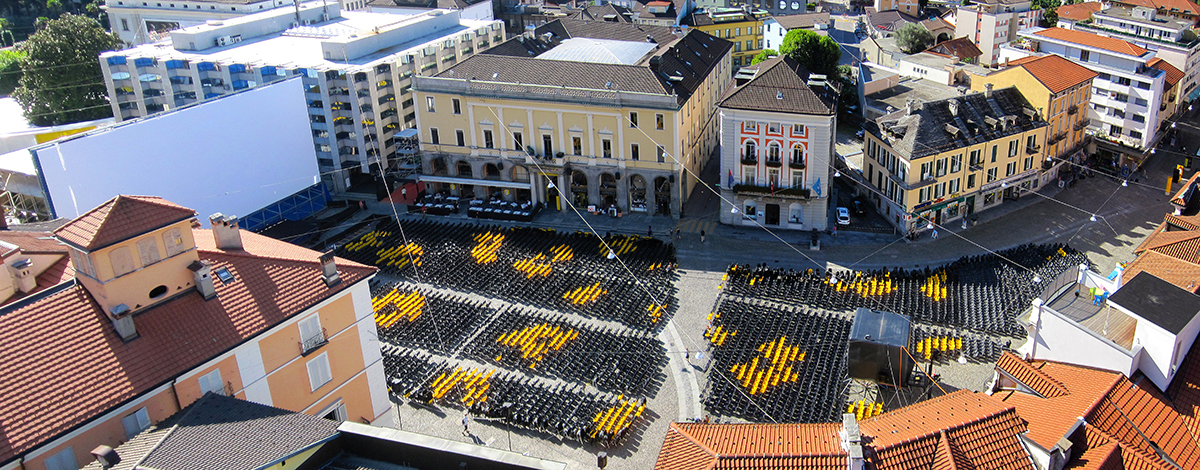
La piazza durante il festival del film